# ジョーダン・クラーク
ジョーダン・クラーク（Jordan Clark, 1993年9月22日 - ）は、イングランド・ホイランド出身のサッカー選手。ルートン・タウンFC所属。ポジションはミッドフィールダー。

## 経歴
バーンズリーFCでプロデビューを果たし 、その後、地方クラブを期限付き移籍で転々とした。2013-14シーズン限りでバーンズリーを退団した。
EFLリーグ2のシュルーズベリー・タウンFCと2014年7月17日に契約を結んだ。監督のミッキー・メロンが、2013年にバーンズリーで働いていた縁での加入であった。
2016年8月、アクリントン・スタンリーFCに加入した。
2020年8月5日、ルートン・タウンFCにフリーで加入した。